# Dicranella staphylina
Dicranella staphylina là một loài rêu trong họ Dicranaceae. Loài này được H. Whitehouse mô tả khoa học đầu tiên năm 1969.

## Hình ảnh

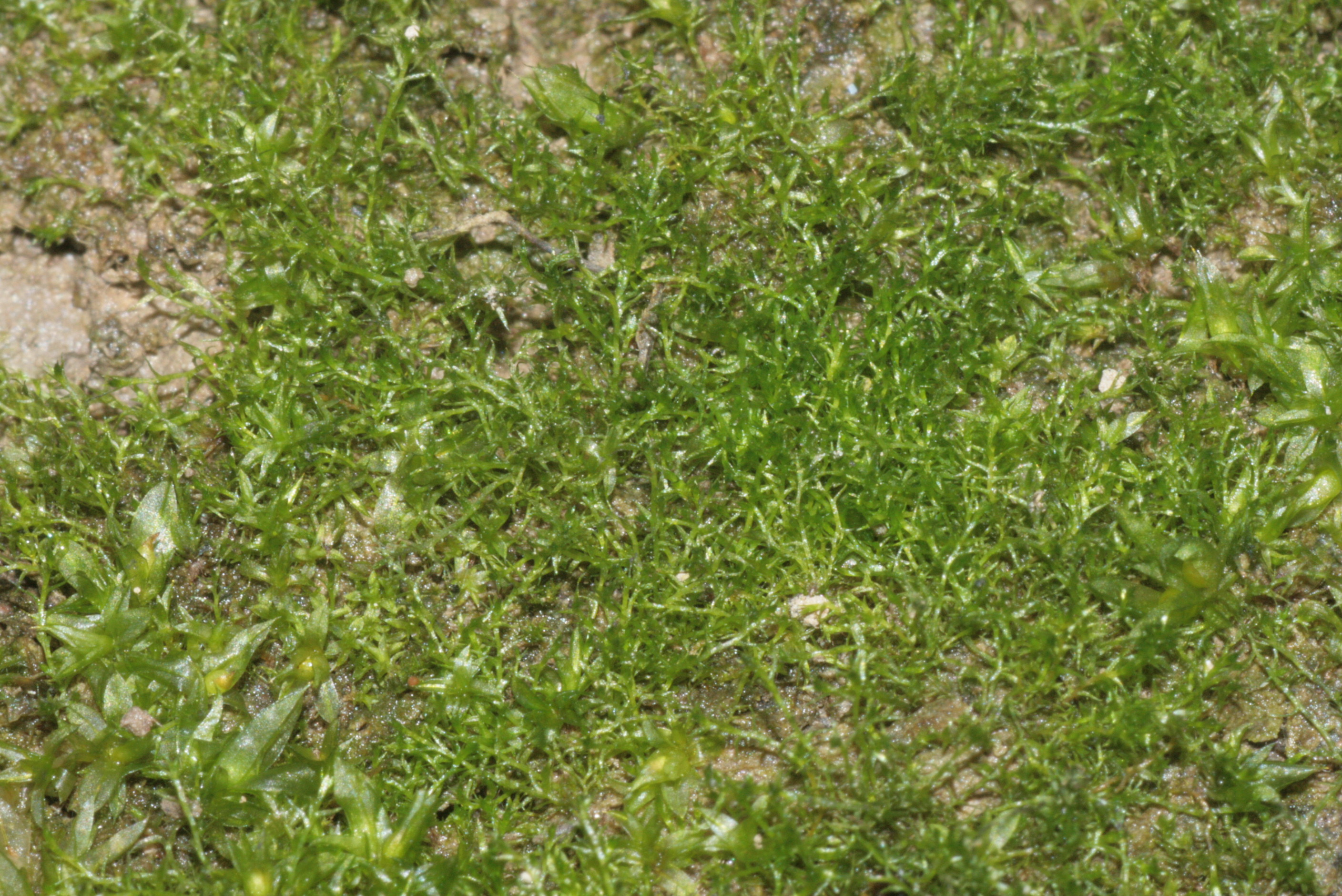
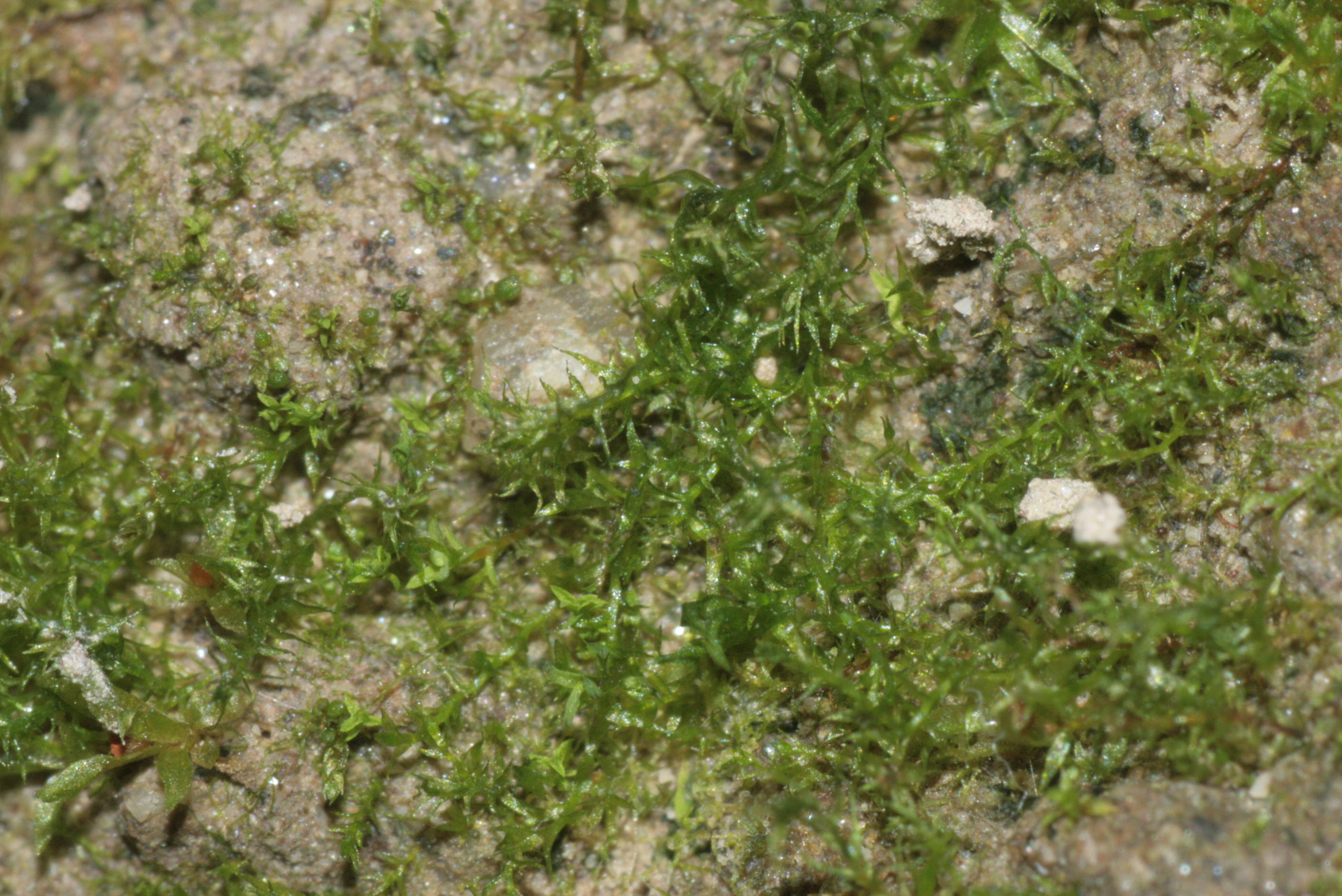
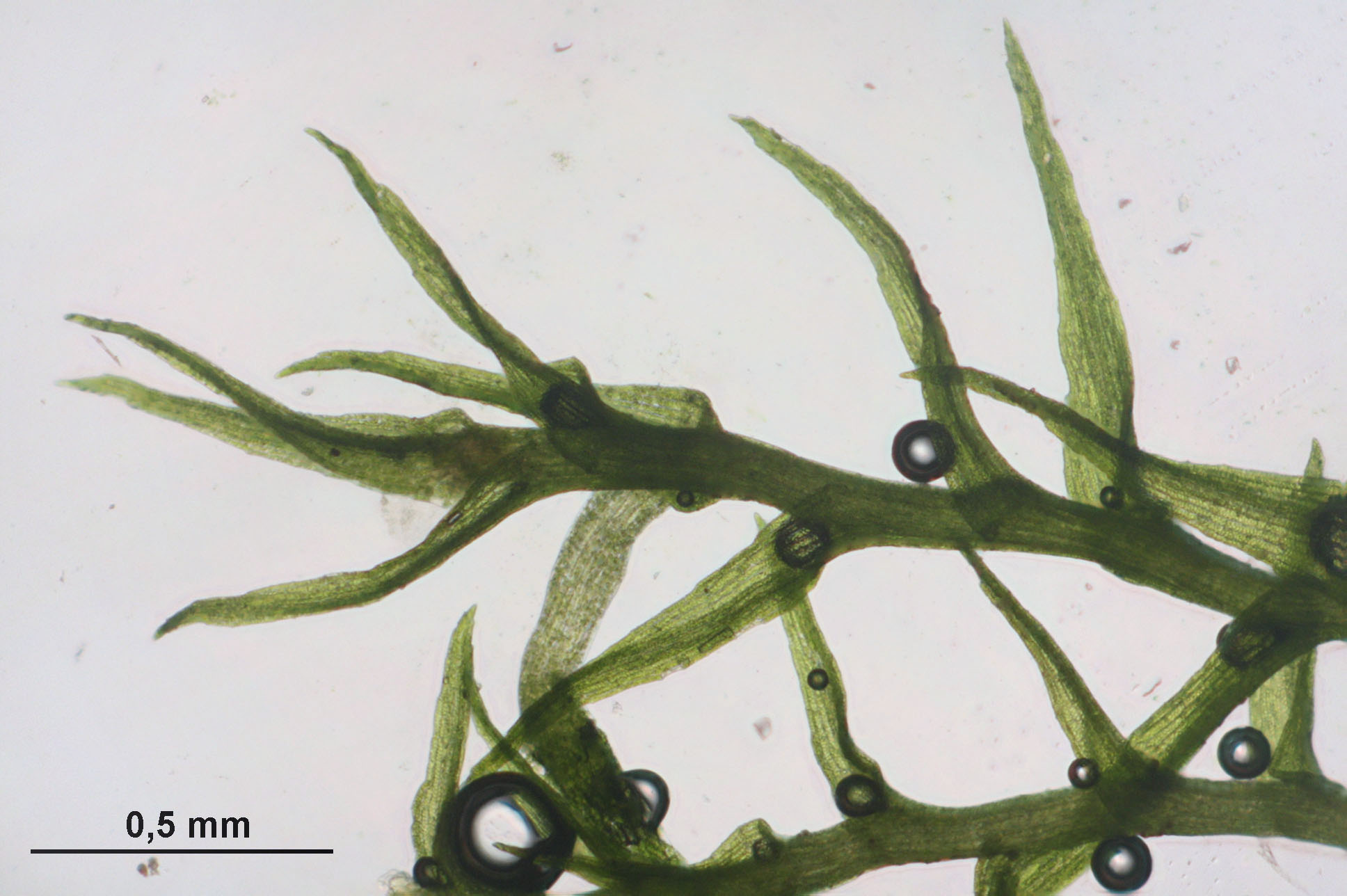
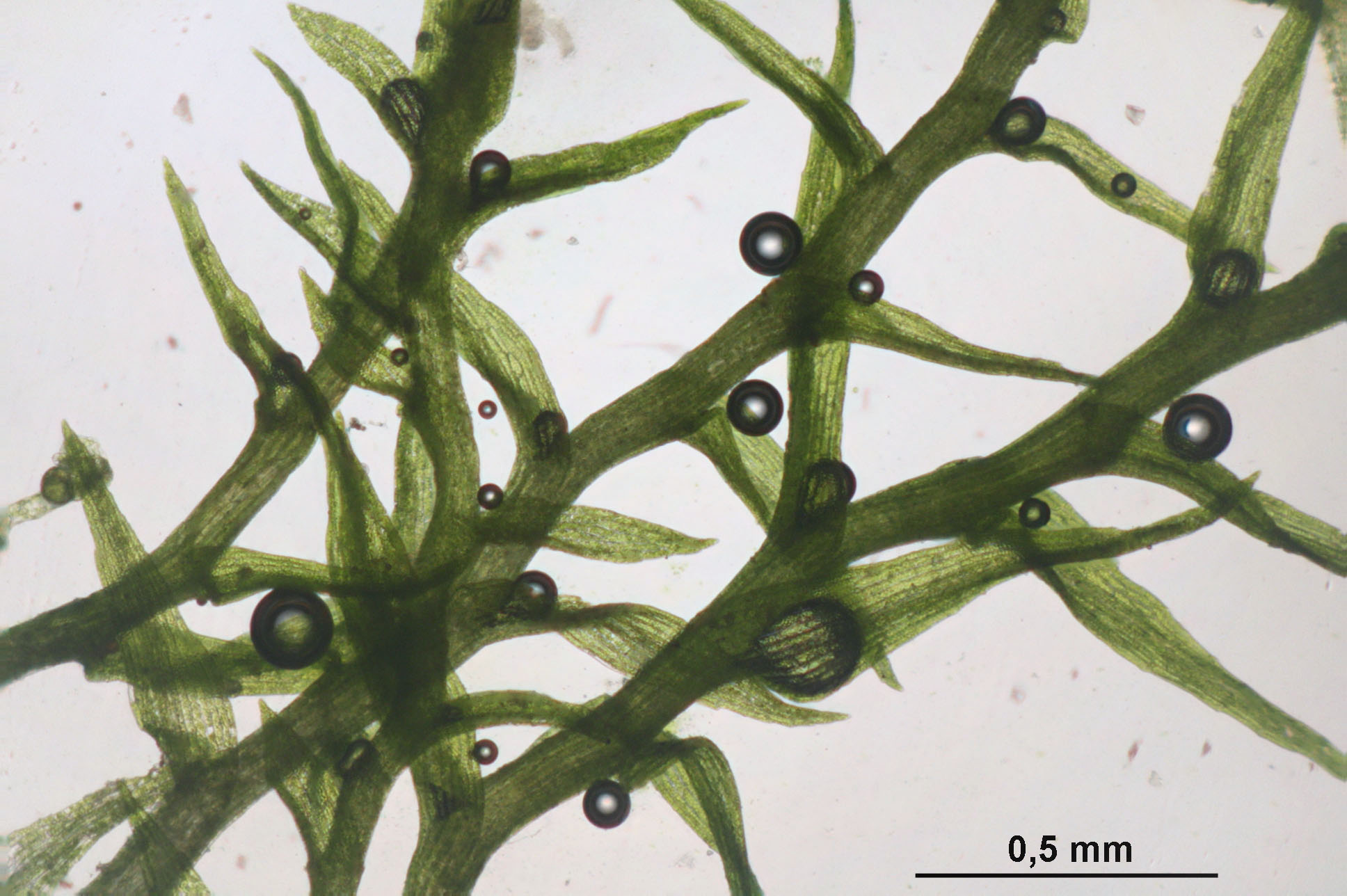